# Agapetus productus
Agapetus productus là một loài Trichoptera trong họ Glossosomatidae. Chúng phân bố ở miền Australasia.